# Robert Fripp
Robert Fripp (* 16. května 1946 Wimborne Minster) je britský kytarista, producent a hudební skladatel, známý jako jediný stálý člen progressive rockové skupiny King Crimson. Jeho dílo překlenující čtyři desetiletí prošlo několika hudebními styly. Fripp se umístil na 42. místě v anketě časopisu Rolling Stone „100 nejlepších kytaristů všech dob“. Jeho manželkou je herečka a zpěvačka Toyah Willcox.

## Biografie

### Raná kariéra
Frippova profesionální dráha začala v roce 1967, když odpověděl na inzerát hledající zpívajícího varhaníka, pro skupinu založenou baskytaristou Peterem Gilesem a bubeníkem Michaelem Gilesem. Skupina Giles, Giles and Fripp dosáhla vydání dvou singlů a jednoho alba The Cheerful Insanity of Giles, Giles and Fripp, které však nebyly úspěšné.

### Začátky King Crimson
Po rozpadu skupiny Giles, Giles and Fripp spřádal společně s bubeníkem Michaelem Gilesem plány na založení nové skupiny, kterou s nimi v roce 1968 založili Greg Lake, Peter Sinfield a Ian McDonald. Jejich první album, In the Court of the Crimson King, bylo vydáno koncem roku 1969 a kritiky bylo přijato různě. Kvůli hudebním odlišnostem Gilese a McDonalda, King Crimson se rozpadli brzy po vydání prvního alba a byli pak reformováni ještě několikrát. Fripp svým spoluhráčům nabídl, že opustí skupinu, ale Giles a McDonald cítili, že King Crimson jsou jeho, a tak Robert Fripp zůstal jediným stálým členem skupiny. Crimson pak prošli několika změnami v sestavách skupiny, dokud se v roce 1974 nerozpadli.

### Vedlejší projekty a spolupráce
Během období slabší aktivity skupiny King Crimson se Fripp zabýval mnoha postranními projekty. Pracoval s Keith Tippettem (a dalšími, kteří se objevili na nahrávkách King Crimson) na projektech vzdálených rockové hudbě, produkoval Septober Energy v roce 1971 a Ovary Lodge v roce 1973. Během tohoto období pracoval též s Van der Graaf Generator, kdy hrál na jejich albu z roku 1970 H to He, Who Am the Only One a v roce 1971 na Pawn Hearts. Ve spolupráci s Brianem Eno nahrál No Pussyfooting (1972) a Evening Star (1974). Tato dvě alba byla plná experimentů s různými hudebními technikami, včetně zpožďovací časové smyčky, kterou praktikoval na dvou cívkových magnetofonech Revox. Tato technika pak hrála důležitou úlohu v pozdější Frippově práci a systém se stal známým jako Frippertronics. Fripp a Eno též v roce 1975 odehráli mnoho živých vystoupení po celé Evropě.
Fripp pak strávil nějaký čas mimo hudební průmysl, když se v roce 1970 věnoval studiu, které pak mělo vliv na jeho kytarové umění. K hudební práci se pak vrátil jako studiový kytarista na prvním albu Petera Gabriela Peter Gabriel (I) v roce 1976, vydaném následující rok. Fripp se pak ještě zúčastnil Gabrielova turné na podporu alba, ale na pódiu skrytý a pod pseudonymem „Dusty Rhodes“.

## Diskografie

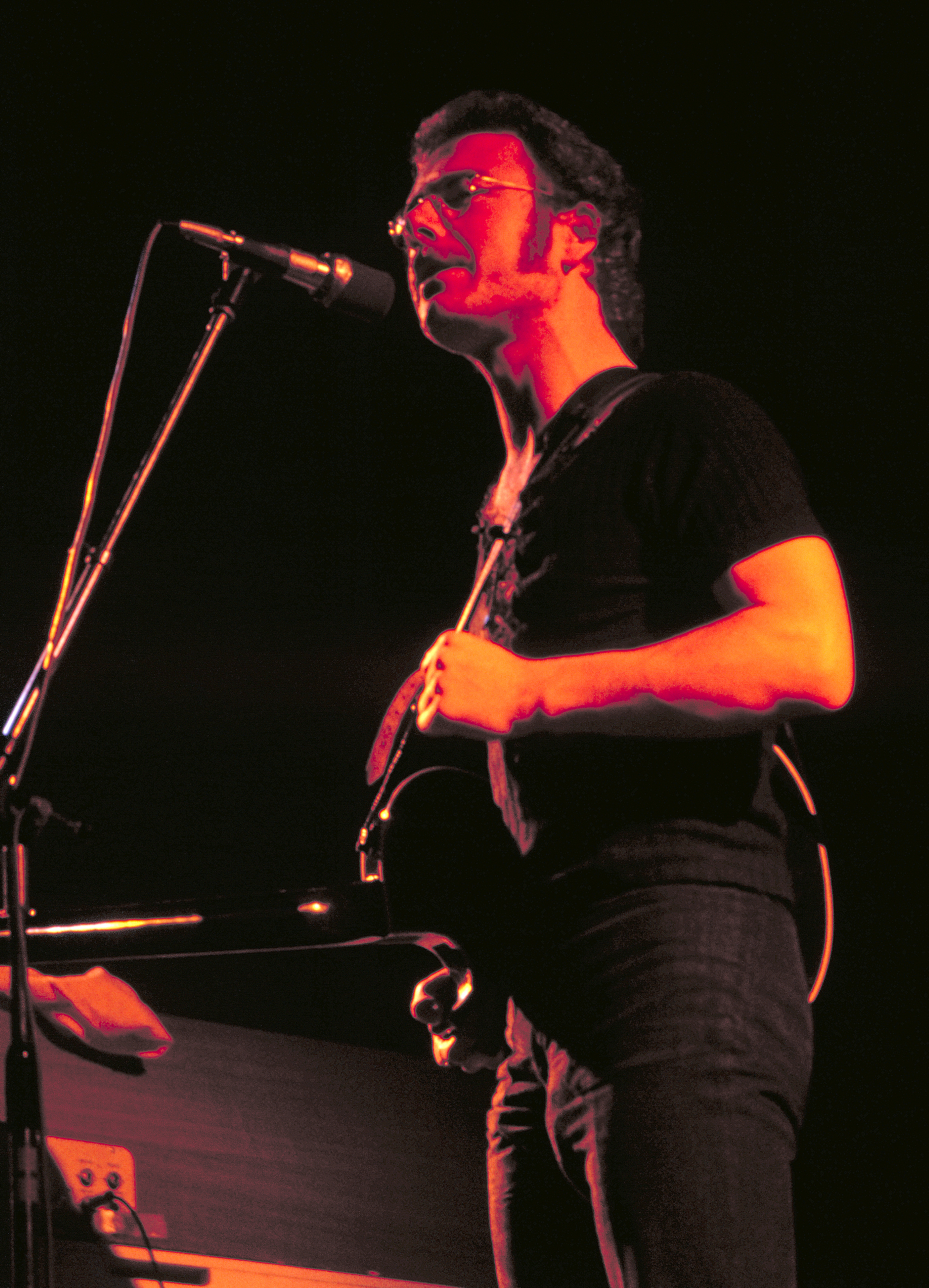
Robert Fripp v roce 1973

- 1968 The Cheerful Insanity of Giles, Giles and Fripp
- 1973 No Pussyfooting (s Brianem Eno)
- 1975 Evening Star (s Brianem Eno)
- 1979 Exposure
- 1981 God Save the Queen/Under Heavy Manners
- 1981 The League of Gentlemen (s League of Gentlemen)
- 1981 Let the Power Fall: An Album of Frippertronics
- 1982 I Advance Masked (s Andy Summersem)
- 1984 Bewitched (s Andy Summersem)
- 1985 Network
- 1985 God Save The King (s League of Gentlemen)
- 1986 The League of Crafty Guitarists Live!
- 1986 The Lady or the Tiger (s Toyah Willcox)
- 1990 Show of Hands (s The League Of Crafty Guitarists)
- 1991 Kneeling At The Shrine (s Sunday All Over The World)
- 1993 The First Day (s Davidem Sylvianem)
- 1993 Darshan (s Davidem Sylvianem)
- 1994 The Bridge Between (s California Guitar Trio)
- 1994 1999 Soundscapes: Live in Argentina
- 1994 Damage: Live (s Davidem Sylvianem)
- 1994 Redemption-Approaching Silence (s Davidem Sylvianem)
- 1994 FFWD (s The Orb)
- 1995 Intergalactic Boogie Express: Live in Europe...
- 1995 A Blessing of Tears: 1995 Soundscapes, Vol. 2 (live)
- 1995 Radiophonics: 1995 Soundscapes, Vol. 1 (live)
- 1996 That Which Passes: 1995 Soundscapes, Vol. 3' (live)
- 1996  Thrang Thrang Gozinbulx  (s League of Gentlemen)
- 1997 November Suite: 1996 Soundscapes - Live at Green Park Station
- 1997 Pie Jesu
- 1998 The Gates of Paradise
- 1998 Lightness: for the Marble Palace
- 1999 The Repercussions of Angelic Behavior (s Billem Rieflinem a Trey Gunnem)
- 2004 The Equatorial Stars (s Brianem Eno)
- 2005 Love Cannot Bear (Soundscapes - Live in the USA)
- 2006 The Cotswold Gnomes (s Brianem Eno)
- 2007 At The End Of Time (Churchscapes Live in England and Estonia)
- 2021 Live in Paris 28.05.1975 (live)